# سیارک ۶۳۲۴
سیارک ۶۳۲۴ (به انگلیسی: 6324 Kejonuma، نامگذاری:1991DN1)۶۳۲۴مین سیارک کشف شده‌است که در ۲۳ فوریه ۱۹۹۱ کشف شد.
قدر مطلق سیارک برابر ۳۷.۱ است.